# نور الدين مصالحة
نور مصالحة (بالإنجليزية: Nur-eldeen Masalha)‏ هو أكاديمي، ومؤرخ فلسطيني - بريطاني، وُلد سنة 1957 بالجليل، درس في الجامعة العبرية في القدس، ومن ثم في جامعة لندن، وهو أستاذ سياسة ودين سابق، وكان مدير مركز الدين والتاريخ ومشروع أبحاث الأراضي المقدسة، وشغل منصب مدير برنامج ماجستير الدين والسياسة وحل النزاعات (2005-2015) في جامعة سانت ماري، وكان باحث وأستاذ مشارك في قسم التاريخ لجامعة لندن، وعمل مُحررًا لمجلة «دراسات الأراضي المقدسة وفلسطين» التي نشرتها مطبعة جامعة إدنبرة.
وهو حاليًا عضو في كل من «مركز الدراسات الفلسطينية»، و«معهد الشرق الأوسط بلندن»، و«كلية الدراسات الشرقية والأفريقية»، و«جامعة لندن»، و«مركز فلسفة التاريخ» بجامعة سانت ماري.
ألف العديد من الكتب عن فلسطين وإسرائيل، ومنها (بالإنجليزية: Theologies of Liberation in Palestine-Israel: Indigenous, Contextual, and Postcolonial Perspectives)‏ في 2014، وكتاب "الكارثة في الذاكرة" (2005)، و«أرض بلا شعب» (1997)، وكتاب "طرد الفلسطينيين: مفهوم الترحيل في الفكر السياسي الصهيوني 1882- 1948″ المنشور في 1992،  وكتاب "أرض أكثر وعرب أقل" الذي تناول فيه كيف كان مفهوم "الترانسفير" واحتواء "المشكلة الديموغرافية العربية" يوجهان تفكير المسؤولين الإسرائيليين منذ 1948، وكيف كانت سياسة "أرض أكثر وعرب أقل" تعتبر حلاً جدياً لمشكلات إسرائيل الديموغرافية المتفاقمة منذ سنة 1967.

## التعليم
درس المرحلة الجامعية والدراسات العليا في الجامعة العبرية في القدس، وحصل على درجة بكالوريوس في العلاقات الدولية والسياسة من الجامعة العبرية في القدس في 1979، وعلى درجة ماجستير في سياسات الشرق الأوسط في 1982 من الجامعة ذاتها، وفي 1988 حصل على درجة الدكتوراه في السياسة من كلية الدراسات الشرقية والأفريقية بجامعة لندن.

## المسيرة المهنية
عمل نور الدين في 1985 مُحاضر غير متفرغ في سياسات الشرق الأوسط في جامعة لندن، وعمل «زميل أبحاث قسطنطين زريق» في معهد الدراسات الفلسطينية في واشنطن العاصمة (1988-93)، وفي 1994 عمل أستاذًا مساعدًا لتاريخ الشرق الأوسط الحديث في جامعة بيرزيت الفلسطينية، وعمل مُحاضر غير متفرغ في الجامعة الأمريكية الدولية في لندن من 1997 إلى 2000، وحينها انتقل إلى جامعة سري وعمل محاضر زائر في كلية سانت ماري الجامعية، وزميل باحث في كلية سانت ماري الجامعية (2001-2002)، ومحاضر أول في كلية سانت ماري الجامعية (2002-2006)، و«قارئ في الدين والسياسة» بكلية اللاهوت والفلسفة والتاريخ (2006-2009)، وأستاذ الدين والسياسة في كلية الآداب والعلوم الإنسانية بجامعة سانت ماري (2009-2015).
عمل في منصب «مدير مشروع أبحاث الأراضي المقدسة» في جامعة سانت ماري (2001-2015)، و«مدير برنامج الماجستير في الدين والسياسة وحل النزاعات» بجامعة سانت ماري (2005-2015)، ومدير مركز الدين والتاريخ ب كلية الآداب والعلوم الإنسانية في جامعة سانت ماري (2007-2015).

## مجلة الأرض المقدسة والدراسات الفلسطينية
كان نور الدين من مؤسسي «مجلة الأرض المقدسة والدراسات الفلسطينية» وترأس تحريرها، وهي مجلة محكمة بالكامل تنشرها مطبعة جامعة إدنبرة، ولها إصدار باللغة الإسبانية يُنشر عبر كلية الفلسفة والآداب بجامعة بوينس آيرس في الأرجنتين.
أسس المجلة بالاشتراك مع مايكل بريور في 2002، وكان من أعضاء هيئة التحرير والهيئة الاستشارية الدولية الراحل إدوارد سعيد، وهشام شرابي، وسميح فرسون، والأعضاء الحاليون هم نعوم تشومسكي، إيلان بابيه، ياسر سليمان، ستيفاني كرونين، تيم نيببلوك، دان رابينوفيتش، نصير عاروري، أسعد غانم، نعيم عتيق، دونالد فاغنر، إسماعيل أبو سعد، أورين يفتاشيل، ويليام دالريمبل، سليم تماري، روزماري رادفورد رويثر، وتوماس إل طومسون.

## انتقاد بيني موريس
انتقد نور الدين ونورمان فينكلشتاين أول منشور لبيني موريس عن تهجير الفلسطينيين 1948 «ولادة مشكلة اللاجئين الفلسطينيين (1988)» حيث يرى نور الدين أن استنتاجات موريس مُنحازة لإسرائيل حيث لم يُقر موريس بأن عمله أعتمد على الوثائق الإسرائيلية والتي قد صدرت بشكل انتقائي بينما ظلت الوثائق الأكثر حساسية مُغلقة أمام الباحثين، وأن موريس لم يتعامل مع الأدلة في الوثائق بطريقة نقدية، وأنه قد قلل من عدد عمليات التهجير، وأن استنتاجاته كانت مُنحرفة، وأنه كان يميل إلى منحهم طابعًا أقل إدانة في حالة قساوة الاستنتاجات بالنسبة للإسرائيليين.
وفي رد موريس على نور الدين ونورمان فينكلشتاين قال أنه «رأى ما يكفي من المواد العسكرية والمدنية لتكوين صورة دقيقة لما حدث»، وأن فينكلشتاين ومصالحة مُنحازان للفلسطينيين فيما يتعلق بالتمييز بين الاعتداء العسكري والتهجير.

## مؤلفاته
- «(بالإنجليزية: Palestine: A Four Thousand Year History)‏ - فلسطين: أربعة آلاف عام في التاريخ»، دار زيد للنشر، لندن، 2020.[5]

- «(بالإنجليزية: Theologies of Liberation in Palestine-Israel: Indigenous, Contextual, and Postcolonial Perspectives)‏ - لاهوت التحرير في فلسطين-إسرائيل: وجهات نظر السكان الأصليين والسياق وما بعد الاستعمار»، منشورات بيكويك، 2014.[6]

- «(بالإنجليزية: The Zionist Bible: Biblical Precedent, Colonialism and the Erasure of Memory)‏ - الكتاب المقدس الصهيوني: سابقة توراتية، الاستعمار ومحو الذاكرة»، أكيومن، لندن، 2013، عدد الصفحات:295 صفحة.[7]

- «(بالإنجليزية: The Palestine Nakba: Decolonising History, Narrating the Subaltern, Reclaiming Memory)‏ - نكبة فلسطين: تاريخ إنهاء الاستعمار، رواية التابع، استعادة الذاكرة»، دار زيد للنشر، لندن، 2012، عدد الصفحات:288 صفحة.[8]

- «(بالإسبانية: La Biblia leída con los ojos de los Cananeos)‏ - قراءة الكتاب المقدس بعيون الكنعانيين»، تأليف سعد شديد ونور الدين مصالحة، بونز آيريس: افتتاحية كنعان، 2011، عدد الصفحات:241 صفحة.[9]

- «(بالإسبانية: La Biblia y el sionismo: Invención de una tradición y discurso poscolonial)‏ - الكتاب المقدس والصهيونية: اختراع تقليد وخطاب ما بعد الاستعمار»، اديشنز بيلاتيرا، برشلونة، 2008، عدد الصفحات:440 صفحة.[10]

- «(بالإسبانية: La expulsión de los palestinos : el concepto de transferencia en el pensamiento político sionista, 1882-1948)‏ - طرد الفلسطينيين: مفهوم الترحيل في الفكر السياسي الصهيوني 1882-1948»، بوسفرو ليبروس، مدريد، 2008.[11]

- «(بالإسبانية: La Expulsión De Los Palestinos)‏ - طرد الفلسطينيين»، بونز آيريس: افتتاحية كنعان، 2008، عدد الصفحات:265 صفحة.

- «(بالإنجليزية: The Bible and Zionism: Invented Traditions, Archaeology and Post-colonialism in Palestine-Israel)‏ - الكتاب المقدس والصهيونية: التقاليد المخترعة والآثار وما بعد الاستعمار في فلسطين وإسرائيل»، دار زيد للنشر، لندن، 2007.[12]

- «(بالإنجليزية: Catastrophe Remembered: Palestine, Israel and the Internal Refugees: Essays in Memory of Edward W. Said)‏ - الكارثة في الذاكرة: فلسطين وإسرائيل واللاجئون الداخليون: مقالات في ذكرى إدوارد سعيد»، دار زيد للنشر، لندن، 2005.[13]

- «(بالإنجليزية: The Politics of Denial: Israel and the Palestinian Refugee Problem)‏ - سياسة الإنكار: إسرائيل ومشكلة اللاجئين الفلسطينيين»، مطبعة بلوتو، لندن، 2003.[14]
  - الطبعة الإسبانية بعنوان "(بالإسبانية: Politicas De La Negación: Israel Y Los Refugiados Palestininos)‏"، اديشنز بيلاتيرا، برشلونة، 2005، عدد الصفحات:350 صفحة.[15]

- «(بالإسبانية: Israel, teorías de la expansión territorial)‏ - إسرائيل، نظريات التوسع الإقليمي»، اديشنز بيلاتيرا، برشلونة، 2002، عدد الصفحات:321 صفحة.[16]

- «(بالإنجليزية: Imperial Israel and the Palestinians: The Politics of Expansion)‏ - إمبراطورية إسرائيل والفلسطينيون: سياسة التوسع»، مطبعة بلوتو، لندن، 2000.[17]

- "(بالإنجليزية: A land without a people : Israel, transfer and the Palestinians, 1949-96)‏ - أرض بلا شعب: إسرائيل، الترحيل والفلسطينيون، 1949-96″، فابر آند فابر، لندن، 1997.[18]

- «(بالإنجليزية: The Palestinians in Israel: Is Israel the State of All its Citizens and Absentees?)‏ - الفلسطينيون في إسرائيل: هل إسرائيل دولة جميع مواطنيها وغائبينها؟»، مركز الجليل للبحوث الاجتماعية، حيفا، 1993، عدد الصفحات:108 صفحة.[19]

- «(بالإنجليزية: Expulsion of the Palestinians: The Concept of Transfer in Zionist Political Thought)‏ - طرد الفلسطينيين: مفهوم الترانسفير في الفكر السياسي الصهيوني 1882-1948»، معهد الدراسات الفلسطينية، واشنطن العاصمة، 1992.[20]

### مؤلفات بالعربية
- «أرض بلا شعب: إسرائيل، الترحيل والفلسطينيين»، 1997.
- «إسرائيل وسياسة النفي: الصهيونية واللاجئون الفلسطينيون»، المركز الفلسطيني للدراسات الإسرائيلية، رام الله، فلسطين، 2003، عدد الصفحات:320 صفحة.[21]
- «طرد الفلسطينيين: مفهوم الترانسفير في الفكر والتخطيط الصهيونيين، 1882-1948»، مؤسسة الدراسات الفلسطينية، بيروت، 1992، عدد الصفحات:293 صفحة.[22]
- «أرض أكثر وعرب أقل: سياسة الترانسفير الإسرائيلية في التطبيق، 1949-1996»، مؤسسة الدراسات الفلسطينية، بيروت، 1997، عدد الصفحات:331 صفحة.[23]
- «إسرائيل الكبرى والفلسطينيون: سياسة التوسع»، مؤسسة الدراسات الفلسطينية، بيروت، 2001، عدد الصفحات:399 صفحة.[24]

## طالع أيضًا
- لاجئون فلسطينيون
- النكبة